# Мария Кристина Австрийская
Мария Кристина Дезире Генриета Фелицитас Раньера фон Габсбург-Лотарингская (нем. Maria Christina Désirée Henriette Felicitas Rainiera von Habsburg-Lothringen; 21 июля 1858[…], Жидлоховицкий замок — 6 февраля 1929[…], Мадрид) — королева-консорт Испании, вторая супруга короля Испании Альфонса XII, после его смерти — регент Испании до рождения своего сына Альфонса XIII, а затем во время его малолетства (с 1885 по 1902 годы).

## Биография
Родилась в замке Гросс-Зееловиц около Брно в Моравии в семье эрцгерцога Карла Фердинанда и эрцгерцогини Елизаветы. По отцу приходилась внучкой Карлу Людвигу Австрийскому, герцогу Тешенскому и Генриетте Нассау-Вейльбургской. В семье её звали Криста.
29 ноября 1879 года в базилике Аточа в Мадриде состоялось венчание Марии Кристины с королём Испании Альфонсом XII. У них было трое детей.

### Вдовствующая королева и регент

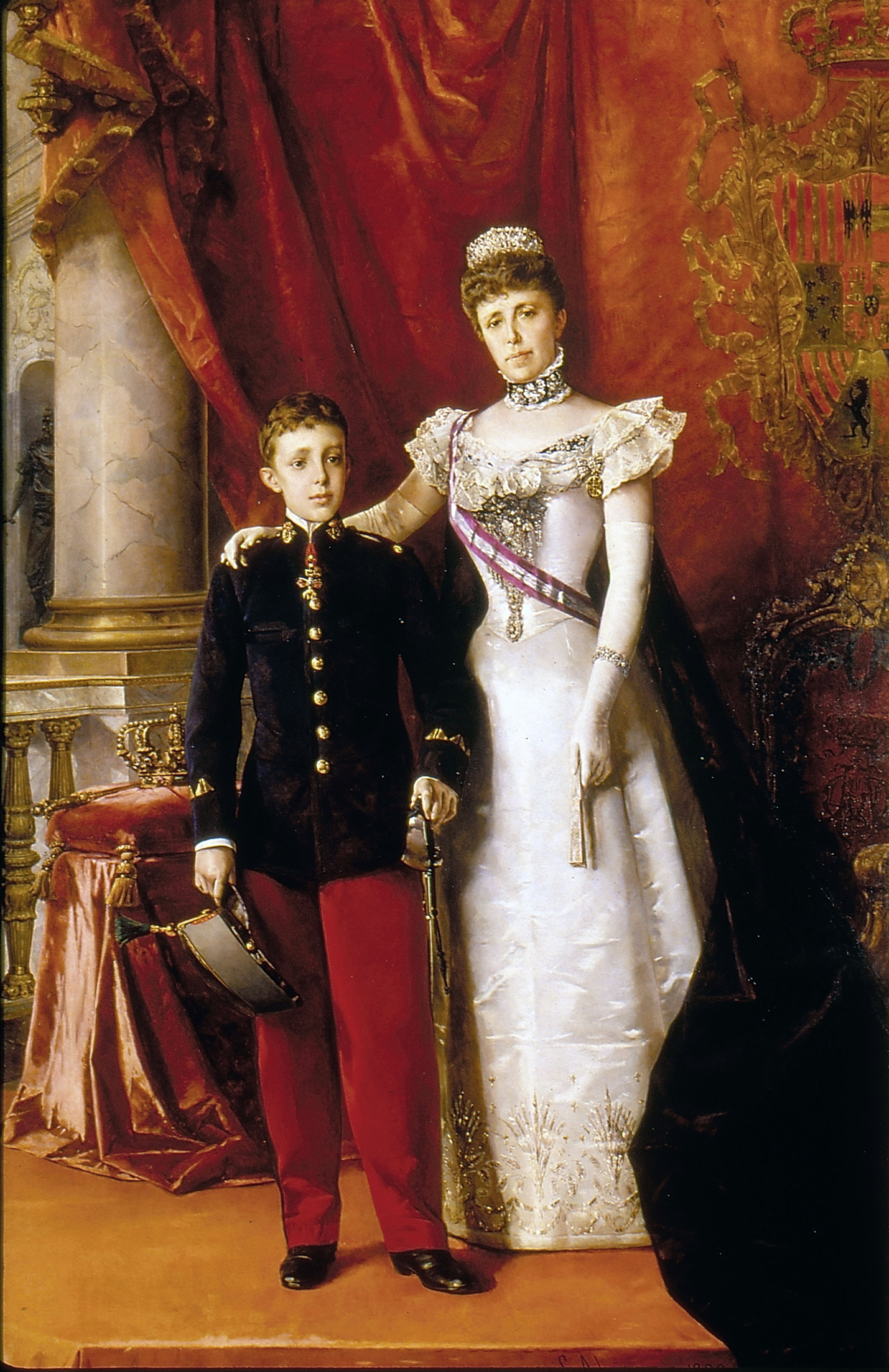
Мария Кристина с сыном

Когда король скончался от туберкулёза 25 ноября 1885 года, королева была беременна третьим ребёнком. Так как наследование короны зависело от пола этого ребёнка — если бы на свет появилась третья дочь, на трон взошла бы старшая, — престол был объявлен вакантным до родов, а королева стала регентшей. 17 мая 1886 года родился сын — Альфонс XIII. До того, как ему в 1902 г. исполнилось 16 лет, Мария Кристина продолжала исполнять регентские обязанности.
В 1929 году она умерла в королевском дворце в Мадриде и похоронена в Эскориале.

### Дети
- Инфанта Мария де лас Мерседес (1880—1904) — замужем за принцем Карлосом Бурбон-Сицилийским;
- Инфанта Мария Тереза (1882—1912) — замужем за принцем Фердинандом Баварским;
- Альфонс XIII (родился после смерти своего отца; 1886—1941) — супруга Виктория Евгения Баттенберг.